# Episodi di Sea Patrol (quarta stagione)
La quarta stagione della serie televisiva Sea Patrol è stata trasmessa in prima visione in Australia da Nine Network dal 15 aprile 2010 al 29 luglio 2010. 
In Italia la stagione è stata trasmessa in prima visione assoluta su Rai 2 dal 25 febbraio al 14 luglio 2012.
| nº | Titolo originale         | Titolo italiano                    | Prima TV Australia | Prima TV Italia  |
| -- | ------------------------ | ---------------------------------- | ------------------ | ---------------- |
| 1  | Night of the Long Knives | Attentato all'ambasciatore         | 15 aprile 2010     | 25 febbraio 2012 |
| 2  | Crocodile Tears          | Lacrime di coccodrillo             | 22 aprile 2010     | 10 marzo 2012    |
| 3  | The Right Stuff          | La cosa giusta                     | 29 aprile 2010     | 17 marzo 2012    |
| 4  | Ransom                   | Riscatto                           | 6 maggio 2010      | 24 marzo 2012    |
| 5  | Paradise Lost            | Il Paradiso perduto                | 13 maggio 2010     | 31 marzo 2012    |
| 6  | Big Fish                 | Identità rubata                    | 20 maggio 2010     | 14 luglio 2012   |
| 7  | Shoes of the Fisherman   | Pani e pesci                       | 27 maggio 2010     | 14 aprile 2012   |
| 8  | The Universal Donor      | Donatrice universale               | 3 giugno 2010      | 21 aprile 2012   |
| 9  | Dutch Courage            | Medaglie e pistole                 | 10 giugno 2010     | 28 aprile 2012   |
| 10 | Rawhide                  | Ladri di bestiame                  | 17 giugno 2010     | 12 maggio 2012   |
| 11 | Brotherhood of the Sea   | Fratellanza del mare               | 24 giugno 2010     | 19 maggio 2012   |
| 12 | Ramble in the Jungle     | I veleni della giungla             | 1º luglio 2010     | 2 giugno 2012    |
| 13 | Soft Target              | Bersaglio facile                   | 8 luglio 2010      | 16 giugno 2012   |
| 14 | Live Catch               | Vicino agli occhi, vicino al cuore | 15 luglio 2010     | 23 giugno 2012   |
| 15 | Flotsam and Jetsam       | Relitti galleggianti               | 22 luglio 2010     | 30 giugno 2012   |
| 16 | In Too Deep              | Nei guai                           | 29 luglio 2010     | 7 luglio 2012    |